# Colosos de Memnón
Los colosos de Memnón (en árabe al-Colossat o es-Salamat) son dos gigantescas estatuas de piedra que representan al faraón Amenofis III, quien gobernó durante la dinastía XVIII de Egipto. Se encuentran en la ribera occidental del Nilo, frente a la ciudad egipcia de Luxor, cerca de Medinet Habu y al sur de las grandes necrópolis Tebanas.

## Descripción
Las dos estatuas gemelas muestran a Amenofis III en posición sedente; sus manos reposan en las rodillas y su mirada se dirige hacia el este, en dirección al río Nilo y al Sol naciente. Dos figuras de menor tamaño, situadas junto al trono, representan a su esposa Tiy y a su madre Mutemuia; los paneles laterales muestran una alegoría en bajorrelieve del dios de la inundación anual, Hapy.
Las estatuas están esculpidas en grandes bloques de cuarcita, traídos especialmente desde Guiza y de la cantera de el-Gabal el-Ahmar, cerca del actual El Cairo. Se cree que las piedras eran demasiado pesadas para haber sido transportadas a través del río Nilo. Los bloques que fueron usados más tarde por ingenieros romanos para reconstruir los colosos del norte pudieron provenir de Edfu, al norte de Asuán. Incluyendo las bases de piedra sobre las que se sustentan, las estatuas tienen una altura total de dieciocho metros y una masa estimada de 720 toneladas cada una. Las dos figuras se encuentran separadas por unos quince metros.
Ambas estatuas están bastante dañadas, cuyas grietas han hecho que sean irreconocibles desde la cintura. La estatua sur está realizada con un único bloque de piedra, mientras que la norte está especialmente dañada en su mitad inferior y por encima de la cintura se diferencian cinco bloques de piedra. Estos niveles superiores están compuestos de varios tipos de piedra arenisca y son el resultado de un intento de reconstrucción, según William de Wiveleslie Abney atribuido al emperador romano Septimio Severo. Se cree que ambas estatuas eran idénticas, aunque las inscripciones pudieron ser diferentes.
La función original de los colosos fue la de presidir la primera entrada de los tres pilonos existentes en el complejo funerario de Amenhotep III: una inmensa construcción realizada en vida del faraón, donde se le adoraba como un dios en la Tierra. En su época, fue el templo más grande y opulento del Antiguo Egipto. Ocupando un total de 35 hectáreas, incluso el templo de Karnak era menor en tamaño y otros templos posteriores como el Ramesseum o Medinet Habu. 

Los colosos no parecen tan colosales; al contrario, se mantienen acordes con todo lo que los rodea, como si fueran del tamaño natural de los hombres, y nosotros fuéramos los enanos, no ellos los gigantes.
Florence Nightingale, Cartas desde Egipto: Un viaje por el Nilo, 1849-1850.

Sin embargo, con excepción de los Colosos, apenas quedan restos visibles del templo de Amenhotep. Se encontraba en la orilla del terreno inundable del Nilo, y estas inundaciones anuales fueron destruyendo sus cimientos (una famosa litografía de 1840 de David Roberts muestra a los Colosos rodeados de agua), e incluso algunos gobernantes desmantelaron, robaron y reutilizaron los sillares. 
Existen otros cuatro colosos caídos que flanquean otros dos pilonos desaparecidos que una misión internacional intenta recuperar. El arqueólogo español Miguel Ángel López Marcos ha conseguido dirigir la restauración y reconstrucción del tercer coloso de Memnón, de unas trescientas toneladas de peso.

## Terremotos

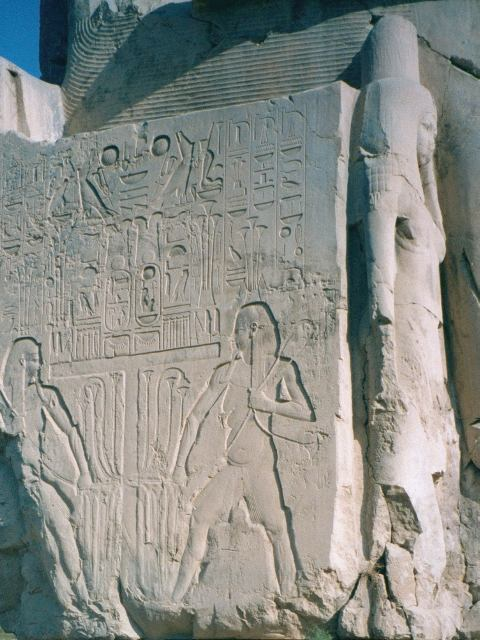
Detalle del trono.

Poco después de su construcción, el templo fue destruido por un terremoto, datado por el Instituto Armenio de Sismología en torno al año 1200 a. C., hecho que dejó solo a los dos colosos a la entrada. Estos fueron aún más dañados por otro terremoto en 27 a. C., tras lo cual las autoridades romanas los reconstruyeron parcialmente.
El terremoto del año 1200 a. C. también abrió numerosas simas en el terreno, provocando que muchas estatuas cayeran en el subsuelo en un gran estado de conservación. Su excavación y restauración ha sido uno de los objetivos del arqueólogo armenio-alemán Hourig Sourouzian, quien ha revelado que el complejo estaba compuesto de tres pilones, cada uno precedido de estatuas colosales, mientras que el recinto del templo rectangular albergaba un patio de peristilo (rodeado de columnas). Hasta la actualidad se han erigido cuatro de estas estatuas, mientras que se está a la espera de alzar ocho nuevas, mientras que 200 piezas se encuentran en el Museo de Lúxor, algunas exhibidas y otras esperando su restauración.

## Etimología
El nombre árabe moderno es Kom el-Hatan, pero es generalmente conocido por el nombre romano de Templo de Memnón. Memnón fue un héroe de la guerra de Troya, un rey de Etiopía quien llevó a sus ejércitos desde África hasta Anatolia para ayudar a defender la sitiada ciudad y que fue finalmente derrotado por Aquiles. Memnón (cuyo nombre significa el decidido) se decía hijo de Eos, diosa del amanecer. Se le asoció con los Colosos debido al sonido supuestamente emitido al amanecer por la estatua del norte (ver artículo de Sonidos), por lo que terminaron conociéndose como Colosos de Memnón. Finalmente, la población comenzó a denominar a la totalidad de la necrópolis tebana como Memnonium, convirtiéndole en el «gobernante de occidente» al igual que era denominado el dios Osiris. 
En el siglo XIX, William de Wiveleslie Abney se percató de que «los árabes denominan a estas estatuas Shama y Tama, y cuando se refieren a ambos los llaman Sanamât o «los ídolos».

## Sonidos
El historiador y geógrafo griego Estrabón explica que un terremoto, en el año 27 a. C., dañó a los colosos. Desde entonces se decía que las estatuas "cantaban" cada mañana al amanecer, concretamente, la estatua situada más al sur. La explicación es que el cambio de temperatura, al comienzo del día, provocaba la evaporación del agua, que al salir por las fisuras del coloso producía el peculiar sonido. El emperador romano Septimio Severo privó de este fenómeno al restaurar la estatua en el siglo III d. C.[cita requerida]

## Galería

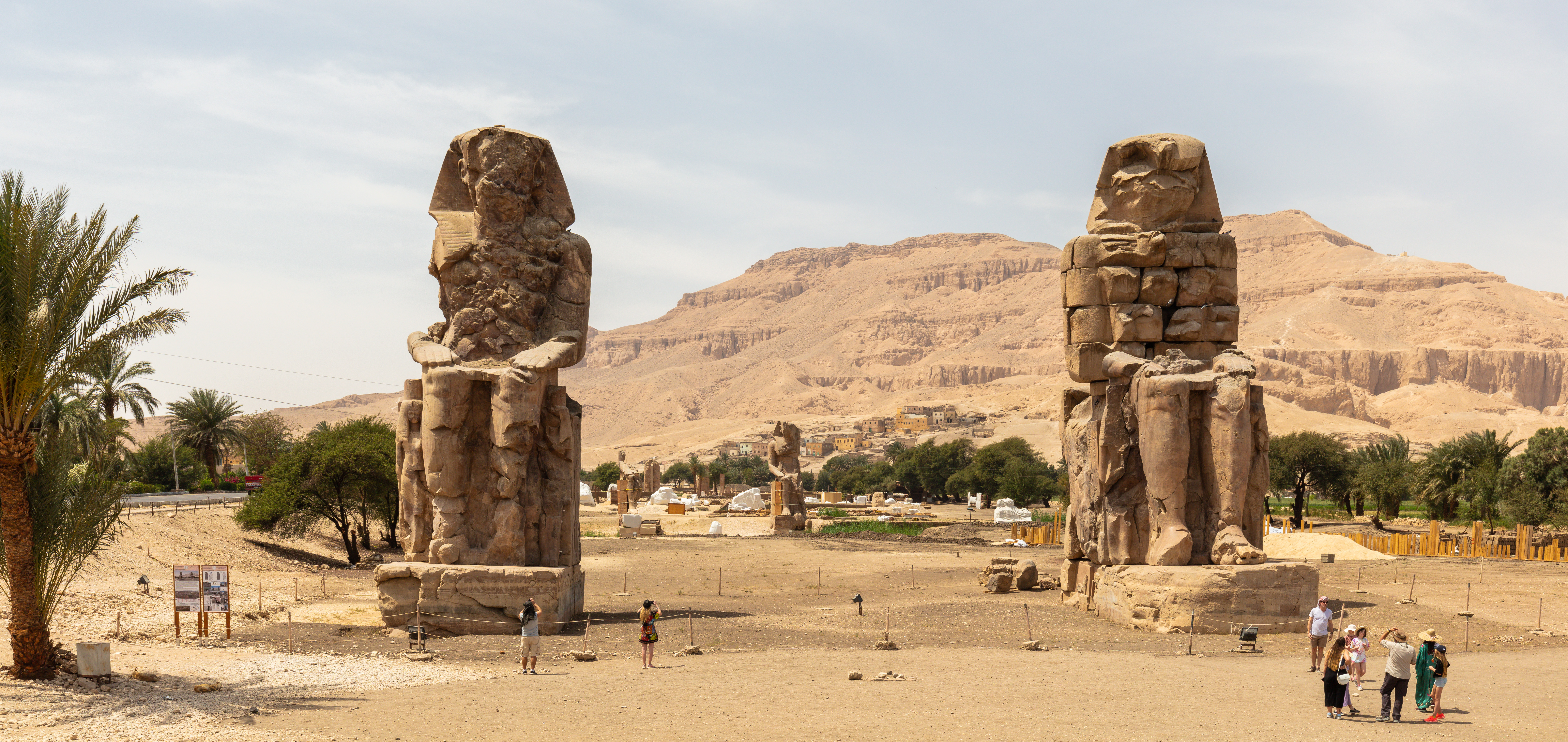
Los colosos de Memnón.
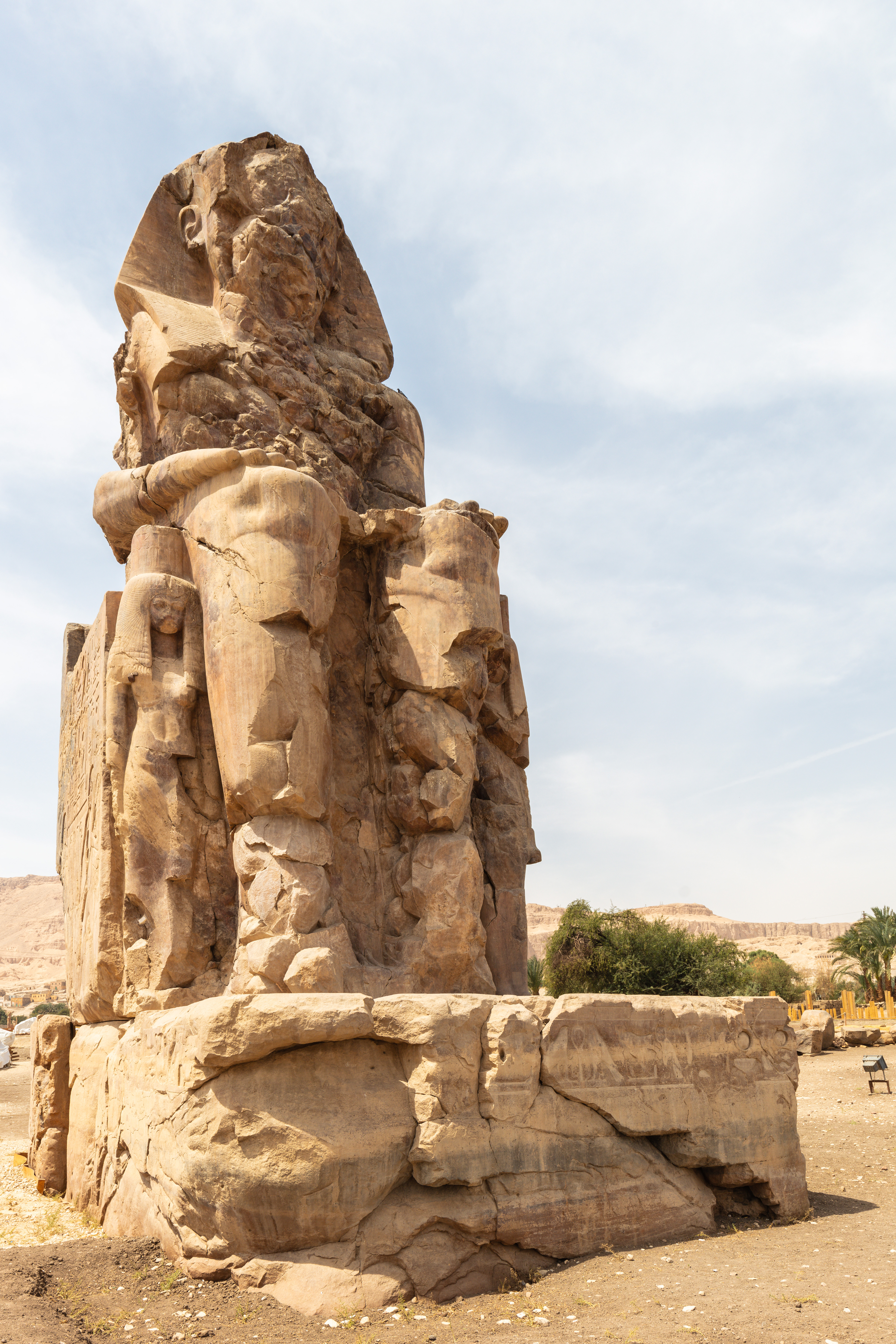
Coloso sur.
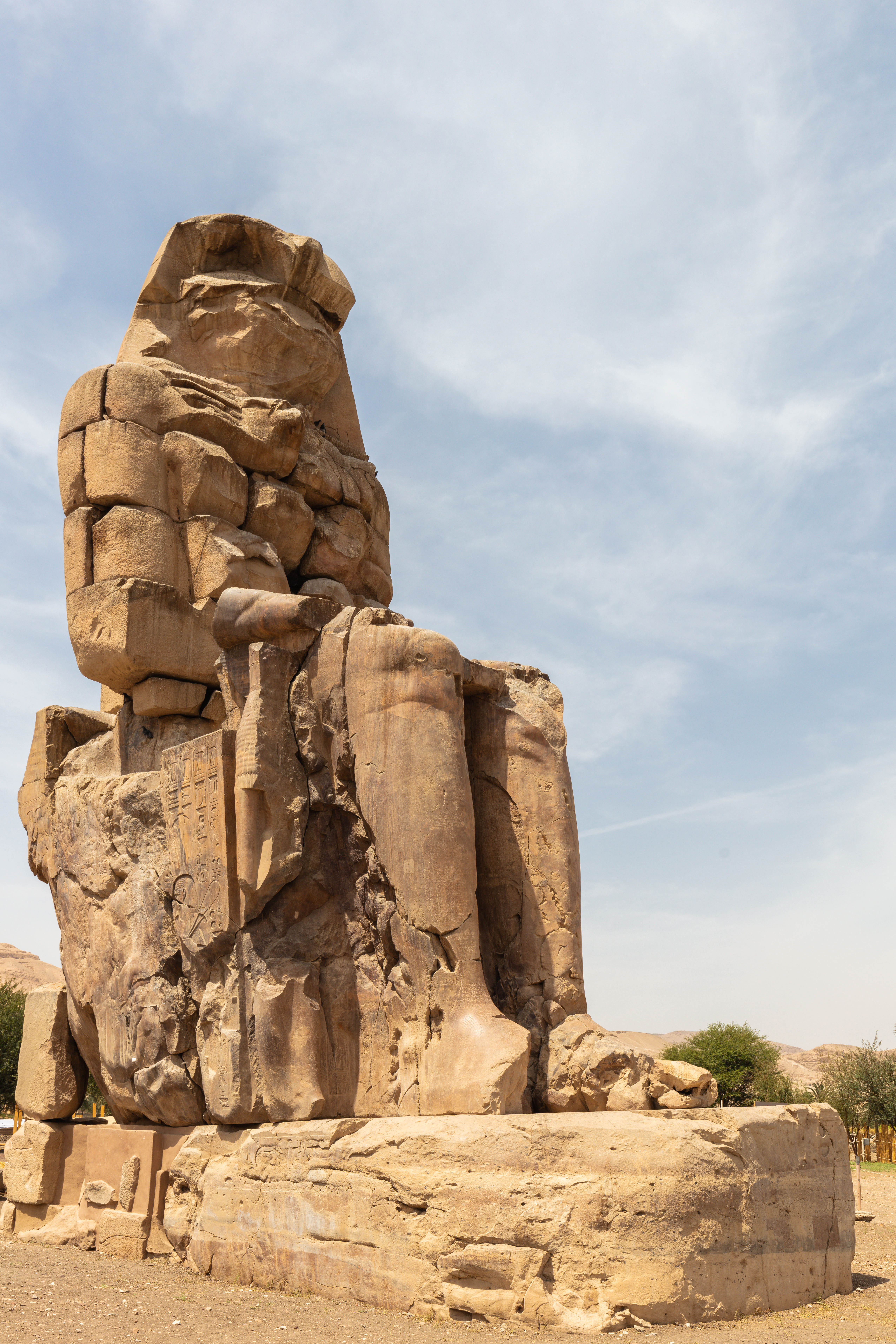
Coloso norte.
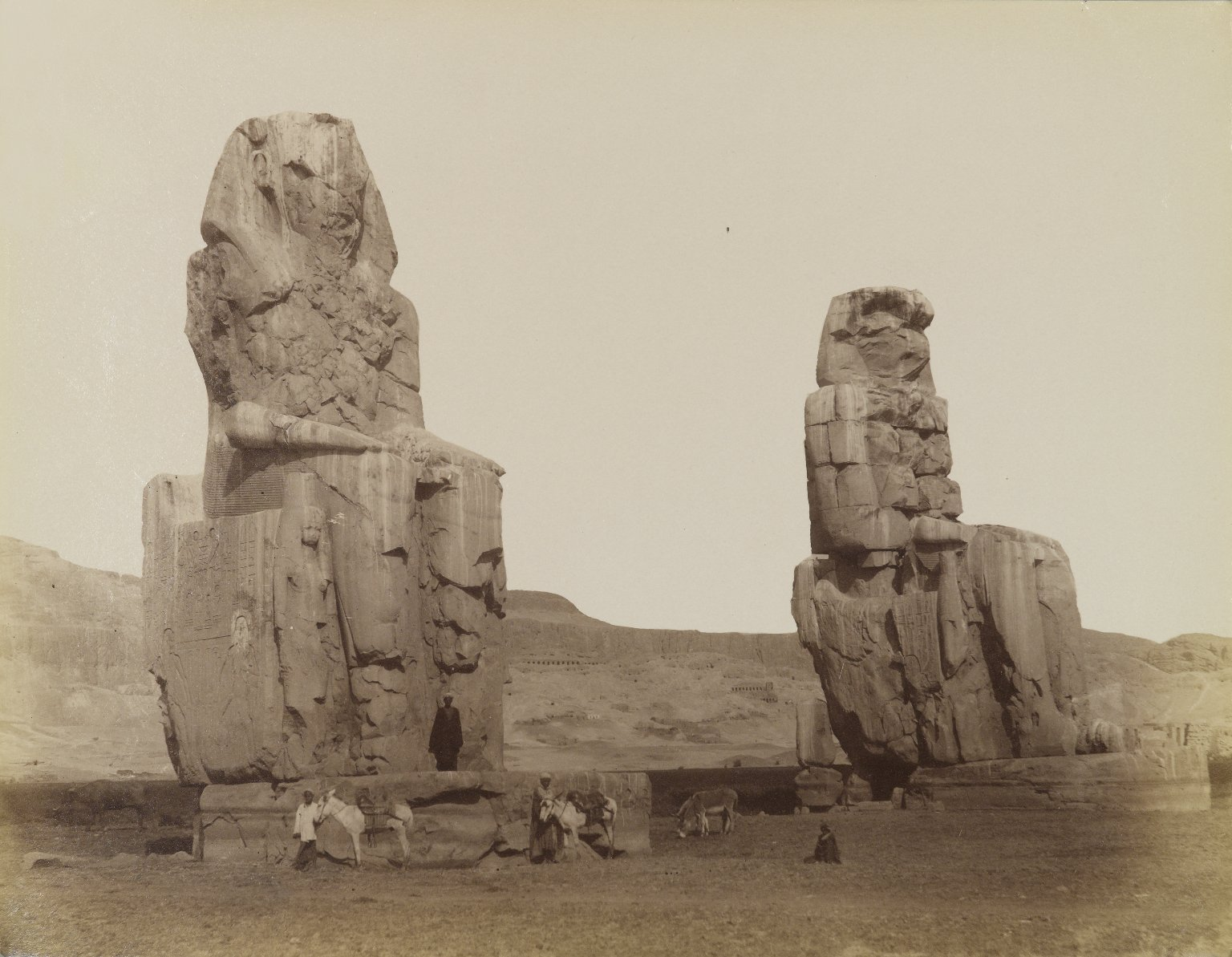
Los colosos en una foto tomada por Antonio Beato en el siglo XIX.
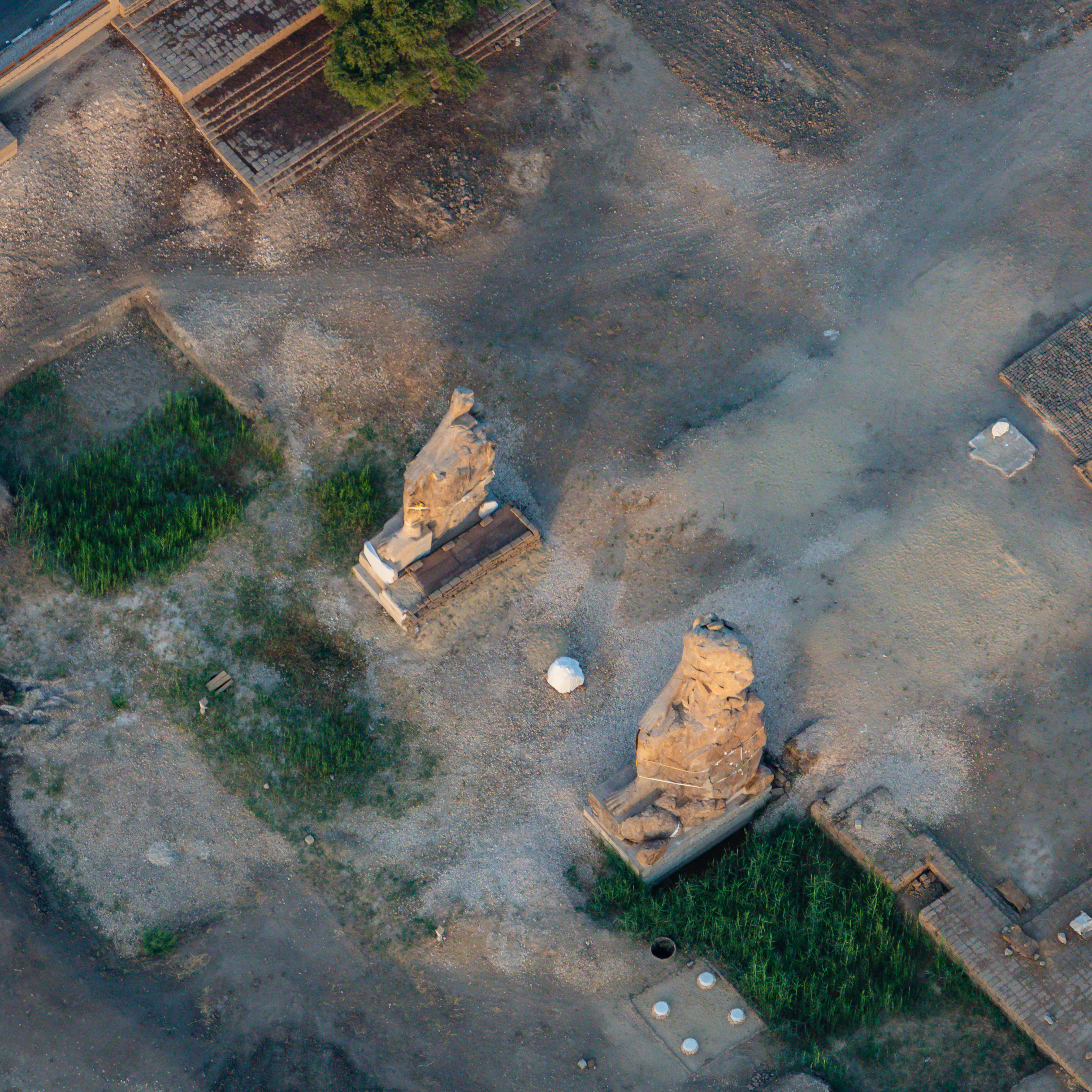
Vista aérea de la segunda fila de colosos.